# Epidendrum farinosum
Epidendrum farinosum là một loài thực vật có hoa trong họ Lan. Loài này được R.Vásquez & Dodson mô tả khoa học đầu tiên năm 1999.